# Place Vendôme (film)
Place Vendôme è un film diretto da Nicole Garcia.
Presentato alla Mostra del Cinema di Venezia è stato ricompensato con la Coppa Volpi alla migliore attrice, Catherine Deneuve.

## Trama
Dopo il suicidio del marito, un gioielliere molto noto, Marianne si ritrova in difficoltà economiche. Per uscirne smette di bere e cerca di vendere una collezione di pietre preziose di dubbia origine che trova in un nascondiglio segreto nel suo appartamento.

## Riconoscimenti
- 1998 - Mostra internazionale d'arte cinematografica
  - Miglior interpretazione femminile (Catherine Deneuve)